# عباس غوابر (أملش الجنوبي)
عباس غوابر (بالفارسية: عباس گوابر) هي قرية تقع في إيران في غيلان. يقدر عدد سكانها بـ 54 نسمة بحسب إحصاء 2016.